# Internationale Fujita skala
Den internationale Fujita-skala (forkortet IF-skala) vurderer intensiteten af tornadoer og andre vindhændelser baseret på alvoren af den skade, de forårsager. Det bruges af European Severe Storms Laboratory (ESSL) og forskellige andre organisationer, herunder Deutscher Wetterdienst (DWD) og State Meteorological Agency (AEMET). Skalaen er beregnet til at være analog med Fujitas tornadoskala og Forbedret Fujita skala, samtidig med at den er mere anvendelig internationalt ved at tage højde for faktorer såsom forskelle i byggekoder.
| IF0   | IF0.5 | IF1   | IF1.5 | IF2       | IF2.5  | IF3    | IF4     | IF5     |
| ----- | ----- | ----- | ----- | --------- | ------ | ------ | ------- | ------- |
| Svage | Svage | Svage | Svage | Stærke    | Stærke | Stærke | Voldsom | Voldsom |
|       |       |       |       | Væsentlig |        |        |         |         |
|       |       |       |       |           |        | Intens |         |         |

I Europa bruger man den Internationale Fujita Skala, som blev udgivet den 1. august, 2023.
Den første og anden udgave af IF skalaen blev udgivet i 2018 og i maj 2023.